# Cantón de Beauville
El cantón de Beauville era una división administrativa francesa, que estaba situada en el departamento de Lot y Garona y la región de Aquitania.

## Composición
El cantón estaba formado por ocho comunas:
- Beauville
- Blaymont
- Cauzac
- Dondas
- Engayrac
- Saint-Martin-de-Beauville
- Saint-Maurin
- Tayrac

## Supresión del cantón de Beauville
En aplicación del Decreto n.º 2014-257 de 26 de febrero de 2014, el cantón de Beauville fue suprimido el 22 de marzo de 2015 y sus 8 comunas pasaron a formar parte del nuevo cantón de País de Serres.